# غفورآباد (راسک)
غفورآباد یا همان شاه جوهان، روستایی از توابع بخش پارود شهرستان راسک در استان سیستان و بلوچستان ایران است.

## جمعیت
این روستا در دهستان پارود قرار دارد و براساس سرشماری مرکز آمار ایران در سال ۱۳۸۵، جمعیت آن ۱۰۸ نفر (۲۱خانوار) بوده‌است.